# Scytothamnales
Ordre
Les Scytothamnales sont un ordre d'algues brunes de la classe des Phaeophyceae.

## Liste des familles
Selon AlgaeBase (19 août 2017) :
- famille des Asteronemataceae T.Silberfeld, M.-F.Racault, R.L.Fletcher, F.Rousseau & B. de Reviers
- famille des Bachelotiaceae T.Silberfeld, M.-F.Racault, R.L.Fletcher, A.F.Peters, F.Rousseau & B.de Reviers
- famille des Splachnidiaceae Mitchell & Whitting, Mitchell & Whitting

Selon World Register of Marine Species (19 août 2017) :
- famille des Asteronemataceae
- famille des Bachelotiaceae
- famille des Scytothamnaceae Womersley, 1987
- famille des Splachnidiaceae Mitchell & Whitting, 1892